# Куримка
Куримка (слч. Kurimka) насељено је мјесто са административним статусом сеоске општине (слч. obec) у округу Свидњик, у Прешовском крају, Словачка Република.

## Становништво
| Година:    | 1994. | 2004.   | 2014.   | 2024.   |
| ---------- | ----- | ------- | ------- | ------- |
| Број људи: | 398   | 385     | 381     | 362     |
| Разлика:   |       | -3,26 % | -1,03 % | -4,98 % |

| Година:    | 2023. | 2024.   |
| ---------- | ----- | ------- |
| Број људи: | 365   | 362     |
| Разлика:   |       | -0,82 % |

Према подацима о броју становника из 2024. године насеље је имало 362 становника.